# Harappa

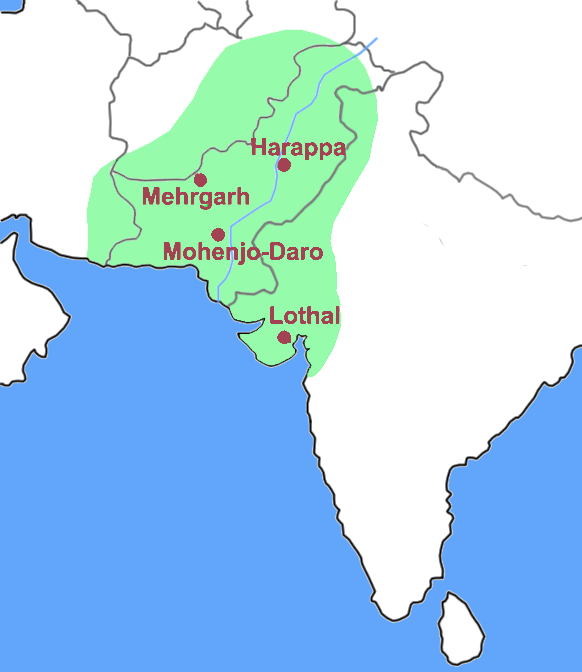
Mapa de l'extensió de la civilització de la vall de l'Indus, amb Harappa

Harappa és una ciutat de Panjab, al nord-est del Pakistan, situada a la riba del riu Ravi. L'actual ciutat d'Harappa està construïda al costat de les ruïnes d'una antiga ciutat fortificada, la qual va formar part de l'anomenada civilització de la vall de l'Indus (2000 aC). Els arqueòlegs creuen que l'antiga ciutat d'Harappa era un assentament urbà que dominava la zona nord de la regió del riu Indus. Sir Alexander Cunningham la identifica amb la ciutat dels mal·lis, que fou atacada i conquerida per Alexandre el Gran.
Les ruïnes cobreixen una àrea de cinc quilòmetres en circumferència. Corresponen a una ciutat fortificada de l'edat del bronze, dins la cultura de cementiri H, i la civilització de l'Indus o cultura d'Harappa, centrada a Sind i Panjab, i que es va desenvolupar vers 2600 aC. Es creu que la ciutat va arribar a tenir més de 23.000 habitants. La civilització tenia sistema d'escriptura, centres urbans i una economia i societat diversa. El 1857, el jaciment arqueològic fou danyat per la construcció de la via fèrria Lahore-Multan, quan es van utilitzar materials de les ruïnes; tot el que estava enterrat es va conservar; desaparegueren, això no obstant, les restes visibles de l'antiga ciutat. Entre 1872 i 1873, la ciutadella va ser excavada per l'equip d'arqueòlegs de Cunningham. El 1920, un equip d'arqueòlegs dirigit per Rai Bahadur Daya Ram Sahni va iniciar una excavació més exhaustiva. Els seus treballs i el dels seus contemporanis, tant a Harappa com a Mohenjo-Daro, també al Pakistan, van fer conèixer aquesta civilització oblidada i es van descobrir diversos llocs relacionats. Als anys 1930 i 1940, altres arqueòlegs van continuar l'excavació, fins que el 1946 sir Mortimer Wheeler va trobar les restes de la muralla de la ciutat. Es van produir destruccions al lloc el 2005, a causa de construccions a la zona, fins que, per les queixes de l'arqueòleg Ahmed Hasan Dani al ministeri de Cultura, es va ordenar restaurar el lloc. Els objectes recuperats són en general petits, però de gran bellesa; s'han trobat molts segells especialment a Mohenjo-daro, que potser servien per a identificar la propietat; s'hi han trobat també monedes. Les inscripcions no s'han pogut desxifrar.

## Enllaços externs

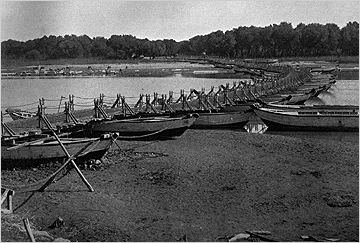
Pont de bots sobre el riu Ravi, a prop d'Harappa, cap al 1895